# 格萊格山
47°2′11″N 9°34′35″E / 47.03639°N 9.57639°E

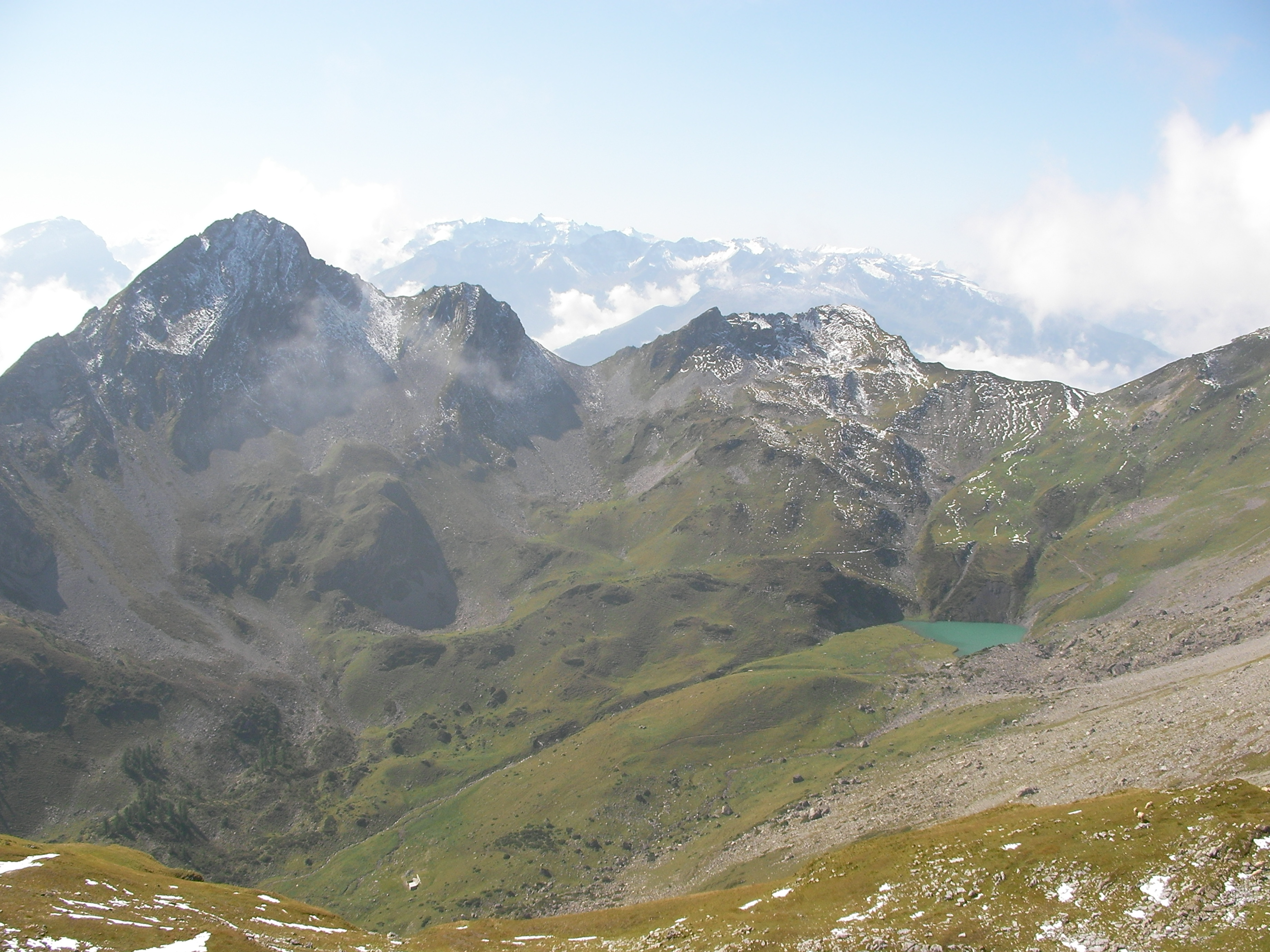

格萊格山（Glegghorn），是瑞士的山峰，位於該國東南部，由格勞賓登州負責管轄，屬於雷蒂孔山的一部分，距離法爾克尼斯山1.6公里，海拔高度2,447米，每年平均降雨量1,729毫米。